# Michał Cholewa (samorządowiec)
Michał Tomasz Cholewa (ur. 26 listopada 1977 w Świdniku) – polski samorządowiec i rolnik, w 2014 wicemarszałek województwa lubelskiego, w latach 2006–2014 wiceburmistrz, a od 2014 burmistrz Piask.

## Życiorys
Pochodzi z Żegotowa. Absolwent Liceum Ogólnokształcącego w Piaskach oraz Wydziału Prawa i Administracji Uniwersytetu Marii Curie-Skłodowskiej w Lublinie. Kształcił się podyplomowo w zakresie zarządzania w administracji i samorządzie terytorialnym w Wyższej Szkole Przedsiębiorczości i Administracji w Lublinie oraz nadzoru, kontroli i audytu wewnętrznego w gospodarce i administracji w Wyższej Szkole Ekonomii i Innowacji w Lublinie. Pracował w urzędzie miejskim w Piaskach, prowadził również rodzinne gospodarstwo rolne.
W 2002 został wybrany do rady gminy Piaski z własnego komitetu wyborczego. Wstąpił w międzyczasie do Polskiego Stronnictwa Ludowego, objął funkcję przewodniczącego partii w powiecie świdnickim. Od 2006 do 2014 pełnił funkcję zastępcy burmistrza miasta Piaski. W 2006 i 2010 bezskutecznie ubiegał się o mandat radnego sejmiku lubelskiego, a w 2007 – o fotel posła. W czerwcu 2014 został wybrany wicemarszałkiem województwa lubelskiego jako reprezentant PSL w miejsce Sławomira Sosnowskiego (zastępującego Krzysztofa Hetmana, który znalazł się w europarlamencie). Cholewa pełnił tę funkcję do końca IV kadencji. W 2014 uzyskał mandat radnego wojewódzkiego, jednak nie objął go, ponieważ został wybrany na burmistrza Piask. W 2018 i 2024 uzyskiwał reelekcję na to stanowisko w pierwszej turze.